# Troféu Brasil de Ginástica Artística
O Troféu Brasil de Ginástica Artística, é uma das principais competições nacionais anuais de ginástica artística realizadas no Brasil. Com o mesmo formato das Copas do Mundo, a competição é realizada em quatro dias, sendo dois dias de qualificatórias e dois dias de finais. Este modelo passou a ser adotado a partir de 2022. Até 2019, os resultados anteriores eram obtidos a partir da somatória dessa competição e das provas realizadas no Campeonato Brasileiro, sendo realizado somente a competição de individual geral.

## Medalhistas

### Masculino

#### Solo
| Edição | Local          | Ouro                                      | Prata                                  | Bronze                            |
| ------ | -------------- | ----------------------------------------- | -------------------------------------- | --------------------------------- |
| 2022   | Porto Alegre   | Diogo Soares Clube de Regatas do Flamengo | Patrick Correa Esporte Clube Pinheiros | Gabriel Barbosa Minas Tênis Clube |
| 2023   | Aracaju        | Arthur Nory Esporte Clube Pinheiros       | Caio Souza Minas Tênis Clube           | Tomás Florêncio AGITH             |
| 2024   | Rio de Janeiro | Vitaliy Guimarães Minas Tênis Clube       | Luís Porto Grêmio Náutico União        | Felipe Bono AGITH                 |
| 2025   | Brasília       | Patrick Correa Esporte Clube Pinheiros    | Lucas Bitencourt Minas Tênis Clube     | Thomaz Florêncio AGITH            |

#### Cavalo com alças
| Edição | Local          | Ouro                                             | Prata                                     | Bronze                            |
| ------ | -------------- | ------------------------------------------------ | ----------------------------------------- | --------------------------------- |
| 2022   | Porto Alegre   | Francisco Barreto Júnior Esporte Clube Pinheiros | Diogo Soares Clube de Regatas do Flamengo | Caio Souza Minas Tênis Clube      |
| 2023   | Aracaju        | Bernardo Miranda Minas Tênis Clube               | Tomás Florêncio AGITH                     | Gabriel Barbosa Minas Tênis Clube |
| 2024   | Rio de Janeiro | Diogo Soares Clube de Regatas do Flamengo        | Vitaliy Guimarães Minas Tênis Clube       | Murilo Pontedura AGITH            |
| 2025   | Brasília       | Johnny Oshiro AGITH                              | Caio Souza Minas Tênis Clube              | Pedro Silvestre ADECO             |

#### Argolas
| Edição | Local          | Ouro                              | Prata                                  | Bronze                                       |
| ------ | -------------- | --------------------------------- | -------------------------------------- | -------------------------------------------- |
| 2022   | Porto Alegre   | Gabriel Barbosa Minas Tênis Clube | Gustavo Pereira Minas Tênis Clube      | Caio Souza Minas Tênis Clube                 |
| 2023   | Aracaju        | Arthur Zanetti AGITH              | Caio Souza Minas Tênis Clube           | Gustavo Pereira Minas Tênis Clube            |
| 2024   | Rio de Janeiro | Yuri Guimarães AGITH              | Leonardo Souza Esporte Clube Pinheiros | João Victor Perdigão Esporte Clube Pinheiros |
| 2025   | Brasília       | Caio Souza Minas Tênis Clube      | Juliano Oliva Grêmio Náutico União     | Felipe Bono AGITH                            |

#### Salto
| Edição | Local          | Ouro                         | Prata                                     | Bronze                              |
| ------ | -------------- | ---------------------------- | ----------------------------------------- | ----------------------------------- |
| 2022   | Porto Alegre   | Caio Souza Minas Tênis Clube | Yuri Guimarães AGITH                      | Arthur Nory Esporte Clube Pinheiros |
| 2023   | Aracaju        | Yuri Guimarães AGITH         | Diogo Soares Clube de Regatas do Flamengo | Caio Souza Minas Tênis Clube        |
| 2024   | Rio de Janeiro | Yuri Guimarães AGITH         | Luís Porto Grêmio Náutico União           | Juliano Oliva Grêmio Náutico União  |
| 2025   | Brasília       | Tomás Florêncio AGITH        | Patrick Correa Esporte Clube Pinheiros    | João Matheus Silva SOGIPA           |

#### Barras paralelas
| Edição | Local          | Ouro                               | Prata                                     | Bronze                                 |
| ------ | -------------- | ---------------------------------- | ----------------------------------------- | -------------------------------------- |
| 2022   | Porto Alegre   | Caio Souza Minas Tênis Clube       | Diogo Soares Clube de Regatas do Flamengo | Arthur Nory Esporte Clube Pinheiros    |
| 2023   | Aracaju        | Bernardo Miranda Minas Tênis Clube | Caio Souza Minas Tênis Clube              | Tomás Florêncio AGITH                  |
| 2024   | Rio de Janeiro | Bernardo Miranda Minas Tênis Clube | Lucas Bitencourt Minas Tênis Clube        | Yuri Guimarães AGITH                   |
| 2025   | Brasília       | Caio Souza Minas Tênis Clube       | Johnny Oshiro AGITH                       | Leonardo Souza Esporte Clube Pinheiros |

#### Barra fixa
| Edição | Local          | Ouro                                   | Prata                                     | Bronze                                           |
| ------ | -------------- | -------------------------------------- | ----------------------------------------- | ------------------------------------------------ |
| 2022   | Porto Alegre   | Arthur Nory Esporte Clube Pinheiros    | Diogo Soares Clube de Regatas do Flamengo | Francisco Barreto Júnior Esporte Clube Pinheiros |
| 2023   | Aracaju        | Patrick Correa Esporte Clube Pinheiros | Lucas Bitencourt Minas Tênis Clube        | Yuri Guimarães AGITH                             |
| 2024   | Rio de Janeiro | Diogo Speranza Esporte Clube Pinheiros | Leonardo Souza Esporte Clube Pinheiros    | Francisco Barreto Júnior Esporte Clube Pinheiros |
| 2025   | Brasília       | Caio Souza Minas Tênis Clube           | Patrick Correa Esporte Clube Pinheiros    | Rogério Borges ADECO                             |

### Feminino

#### Salto
| Edição | Local          | Ouro                                         | Prata                                           | Bronze                               |
| ------ | -------------- | -------------------------------------------- | ----------------------------------------------- | ------------------------------------ |
| 2022   | Porto Alegre   | Andreza Lima Grêmio Náutico União            | Beatriz dos Santos Clube de Regatas do Flamengo | Gleyce Rodrigues Osasco              |
| 2023   | Aracaju        | Luiza Abel Grêmio Náutico União              | Christal Bezerra Esporte Clube Pinheiros        | Andreza Lima Grêmio Náutico União    |
| 2024   | Rio de Janeiro | Larissa Machado Clube de Regatas do Flamengo | Nicole Campos Clube de Regatas do Flamengo      | Beatriz Lima Esporte Clube Pinheiros |
| 2025   | Brasília       | Luiza Abel Grêmio Náutico União              | Clara Stecca Grêmio Náutico União               | Rebeca Procópio SESI-SP              |

#### Barras assimétricas
| Edição | Local          | Ouro                                          | Prata                                     | Bronze                                    |
| ------ | -------------- | --------------------------------------------- | ----------------------------------------- | ----------------------------------------- |
| 2022   | Porto Alegre   | Rebeca Andrade Clube de Regatas do Flamengo   | Jade Barbosa Clube de Regatas do Flamengo | Carolyne Pedro CEGIN                      |
| 2023   | Aracaju        | Lorrane Oliveira Clube de Regatas do Flamengo | Carolyne Pedro · Paraná CEGIN             | Jade Barbosa Clube de Regatas do Flamengo |
| 2024   | Rio de Janeiro | Rebeca Andrade Clube de Regatas do Flamengo   | Jade Barbosa Clube de Regatas do Flamengo | Carolyne Pedro CEGIN                      |
| 2025   | Brasília       | Ana Luiza Lima Minas Tênis Clube              | Luiza Abel Grêmio Náutico União           | Thaís Fidélis SESI-SP                     |

#### Trave
| Edição | Local          | Ouro                                             | Prata                                         | Bronze                                   |
| ------ | -------------- | ------------------------------------------------ | --------------------------------------------- | ---------------------------------------- |
| 2022   | Porto Alegre   | Flavia Saraiva Clube de Regatas do Flamengo      | Rebeca Andrade Clube de Regatas do Flamengo   | Thaís Fidélis Esporte Clube Pinheiros    |
| 2023   | Aracaju        | Julia Soares CEGIN                               | Lorrane Oliveira Clube de Regatas do Flamengo | Rafaela Oliva Grêmio Náutico União       |
| 2024   | Rio de Janeiro | Rebeca Andrade Clube de Regatas do Flamengo      | Júlia Soares CEGIN                            | Gabriela Barbosa Esporte Clube Pinheiros |
| 2025   | Brasília       | Maria Eduarda Pinto Clube de Regatas do Flamengo | Gabriela Barbosa Esporte Clube Pinheiros      | Ana Luiza Lima Minas Tênis Clube         |

#### Solo
| Edição | Local          | Ouro                                      | Prata                                     | Bronze                                      |
| ------ | -------------- | ----------------------------------------- | ----------------------------------------- | ------------------------------------------- |
| 2022   | Porto Alegre   | Andreza Lima Grêmio Náutico União         | Gabriela Barbosa Esporte Clube Pinheiros  | Carolyne Pedro CEGIN                        |
| 2023   | Aracaju        | Julia Soares CEGIN                        | Rafaela Oliva Grêmio Náutico União        | Gabriela Barbosa Esporte Clube Pinheiros    |
| 2024   | Rio de Janeiro | Jade Barbosa Clube de Regatas do Flamengo | Hellen Silva Clube de Regatas do Flamengo | Carolyne Pedro CEGIN                        |
| 2025   | Brasília       | Hellen Silva Clube de Regatas do Flamengo | Sophia Weisberg Esporte Clube Pinheiros   | Julia Coutinho Clube de Regatas do Flamengo |

## Quadro de medalhas

### Geral
| Pos.               | Clube                | Ouro | Prata | Bronze | Total |
| ------------------ | -------------------- | ---- | ----- | ------ | ----- |
| 1                  | Flamengo             | 9    | 11    | 1      | 21    |
| 2                  | Minas Tênis Clube    | 7    | 7     | 6      | 20    |
| 3                  | Pinheiros            | 5    | 5     | 9      | 19    |
| 4                  | AGITH                | 4    | 2     | 6      | 12    |
| 5                  | Grêmio Náutico União | 3    | 3     | 3      | 9     |
| 6                  | CEGIN                | 2    | 2     | 4      | 8     |
| 7                  | CSSE Osasco          | 0    | 0     | 1      | 1     |
| Total (7 entradas) | Total (7 entradas)   | 30   | 30    | 30     | 90    |

### Masculino
| Pos.               | Clube              | Ouro | Prata | Bronze | Total |
| ------------------ | ------------------ | ---- | ----- | ------ | ----- |
| 1                  | Minas Tênis Clube  | 7    | 7     | 6      | 20    |
| 2                  | Pinheiros          | 5    | 3     | 5      | 13    |
| 3                  | AGITH              | 4    | 2     | 6      | 12    |
| 4                  | Flamengo           | 2    | 4     | 0      | 6     |
| Total (4 entradas) | Total (4 entradas) | 18   | 16    | 17     | 51    |

### Feminino
| Pos.               | Clube                | Ouro | Prata | Bronze | Total |
| ------------------ | -------------------- | ---- | ----- | ------ | ----- |
| 1                  | Flamengo             | 7    | 7     | 1      | 15    |
| 2                  | Grêmio Náutico União | 3    | 1     | 2      | 6     |
| 3                  | CEGIN                | 2    | 2     | 4      | 8     |
| 4                  | Pinheiros            | 0    | 2     | 4      | 6     |
| 5                  | CSSE Osasco          | 0    | 0     | 1      | 1     |
| Total (5 entradas) | Total (5 entradas)   | 12   | 12    | 12     | 36    |